# Schlacht von Dumlupınar
Smyrna  I – Aydın – İnönü  I – İnönü  II – Eskişehir – Sakarya – Große Offensive (Dumlupınar – Smyrna  II)
Die Schlacht von Dumlupınar (griechisch Μάχη του Τουμλού Μπουνάρ Máchi tou Toumloú Bounár, türkisch Dumlupınar Muharebesi oder Başkumandanlık (Meydan) Muharebesi; wörtlich Feldschlacht der Oberbefehlshaber) war die letzte Schlacht des Griechisch-Türkischen Krieges (Teil des Türkischen Befreiungskrieges). Die Schlacht fand zwischen dem 26. und dem 30. August 1922 in der Nähe von Kütahya statt.

## Hintergrund
Nach der Schlacht am Sakarya vom 23. August bis 13. September 1921 zog sich die kleinasiatische griechische Armee unter General Anastasios Papoulas auf die Verteidigungslinie zwischen İzmit, Eskişehir und Afyonkarahisar zurück. Die Griechen bildeten auf einem hügeligen Terrain einen 700 km langen Bogen in Nord-Süd-Richtung. Es führte nur eine Eisenbahnverbindung von Afyonkarahisar zum Hauptquartier der Griechen in Izmir, diese war die Hauptversorgungslinie der Griechen. Die befestigte Stadt Dumlupınar, der Ort der späteren Schlacht, befand sich in einem Tal 48 km westlich von Afyonkarahisar auf dieser Strecke und war von den Bergen Murat und Ahır umgeben. Das Hauptquartier war kaum in der Lage, mit der Front zu kommunizieren und so die Schlachtzüge zu planen.

## Vorbereitungen

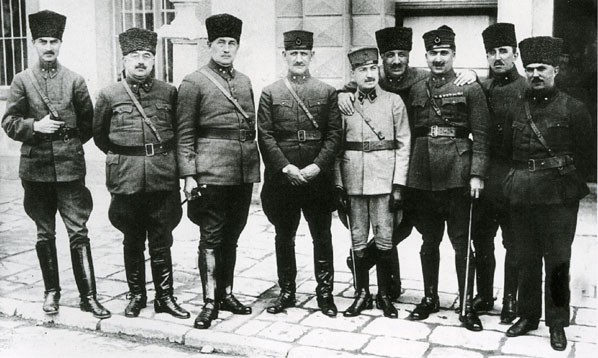
Kommandeure der türkischen Armee (von links nach rechts): Mirliva Âsım (Gündüz), Mirliva Ali Hikmet (Ayerdem), Ferik Ali Sait (Akbaytogan), Mirliva Şükrü Naili (Gökberk), Mirliva Kazım (İnanç), Ferik Fahreddin (Altay), Mirliva Kemalettin Sami (Gökçen), Mirliva Cafer Tayyar (Eğilmez), Mirliva İzzettin (Çalışlar)

Nach der verlorenen Schlacht am Sakarya wurde die griechische Armee umgegliedert: Ein Teil der Truppen wurde nach Thrakien verlagert, wo sie für eine Offensive auf Istanbul bereitstehen sollte, die aber nie umgesetzt wurde. General Papoulas wurde im Mai 1922 durch General Georgios Hatzianestis ersetzt. Die Moral in der Armee war nicht gut, da viele Soldaten schon jahrelang unter Waffen standen und kein schnelles Ende des Krieges in Sicht war. Politische Zerwürfnisse und die Tatsache, dass die Bevölkerung der besetzten Gebiete nicht freundlich gesinnt war, drückten mehr auf die Moral.

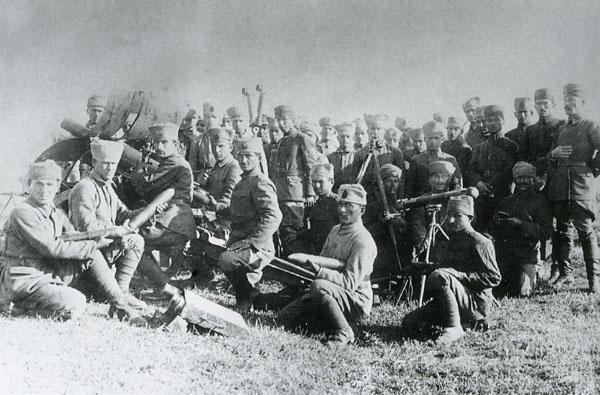
Türkische Artilleristen vor der Großen Offensive (Büyük Taarruz) im August 1922

Währenddessen nutzten die Türken in Ankara unter ihrem neuen Oberbefehlshaber Mustafa Kemal ihren Sieg und die damit gewonnene Zeit aus, um ihre Kräfte zu verstärken und durch Diplomatie die Alliierten zu beeinflussen, so dass am Ende die Italiener und Franzosen mehr zu den Türken tendierten und die Briten als einziger Verbündeter der Griechen übrig blieben.
Mustafa Kemal entschied sich im August 1922 für einen Angriff auf die Griechen. Wissend, dass die türkische Armee wohl nur eine Großoffensive durchführen konnte, verstärkte er die erste türkische Armee unter Nureddin Pascha, die gegen die südliche griechische Linie bei Afyonkarahisar eingesetzt wurde. Dieser Zug war riskant, denn sollten die Griechen einen Gegenangriff starten können, würden sie die erste Armee abschneiden und umzingeln.

### Streitkräfte

#### Griechische Truppen

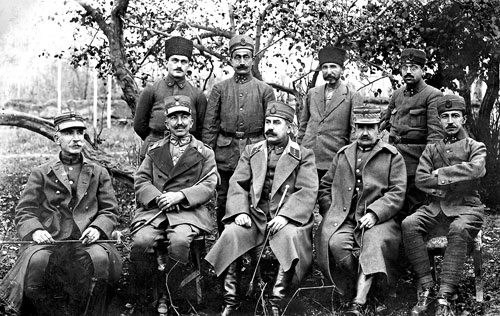
Griechische Generäle im Kriegsgefangenenlager bei Kırşehir (von links nach rechts): Oberst Dimitrios Dimaras, Generalmajor Nikolaos Trikoupis, Stabsoberst Adnan oder Kemaleddin Sami, Generalmajor Kimon Digenis und Leutnant Emin

Die griechische kleinasiatische Armee bestand aus rund 220.000 Mann in zwölf Infanterie- und einer Kavalleriedivision. Die Divisionen waren auf drei Korps aufgeteilt, die unter dem Befehl von Generalmajor Nikolaos Trikoupis (Korps I in Afyonkarahisar), Generalmajor Kimon Digenis (Korps II in Gazligöl) und Generalmajor Petros Soumilas (Korps III in Eskişehir) standen. Die Kavalleriedivision gehörte zu keinem Korps und wurde mit anderen kleinen Gruppen für die Sicherheit der Truppen und gegen Guerillaaktionen der Türken eingesetzt. Jedes Korps umfasste vier Divisionen: Das I. Korps bestand aus der 1., 4., 5. und 12. Division, das II. Korps aus der 2., 7., 9. und 12. Division und das III. Korps aus der 3., 10., 11. und einer „unabhängigen“ Division. Numerisch waren die Griechen stark, verfügten aber kaum über schwere Artillerie (40 veraltete Geschütze) und wenig Kavallerie (eine halbe Kompanie pro Division).

#### Türkische Truppen

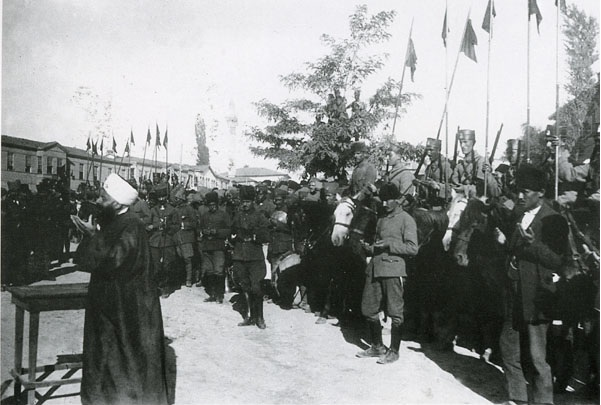
Türkische Soldaten beten während des Islamischen Opferfestes auf dem Ulusplatz in Ankara, bevor sie in den Krieg ziehen (4. August 1922)

Die 208.000 Mann starken türkischen Truppen im Westen standen unter dem Kommando von Mirliva (entspricht ungefähr dem Brigadegeneral) İsmet Pascha. Sie bestanden aus 18 Infanterie- und 5 Kavalleriedivisionen. Das türkische Hauptquartier war in Koca Tepe 15 km südlich von Afyonkarahisar. Mirliva Nureddin Pascha befehligte in Koca Tepe die 1. Armee (I., II. und IV. Korps), Mirliva Yakub Şevki Pascha in Doğlat die 2. Armee (III. und VI. Korps und 1. und 61. Infanteriedivision), Oberst Halid Bey die Kocaeli-Gruppe (18. Infanteriedivision mit zusätzlichen Einheiten) und Mirliva Fahreddin Pascha das V. Kavalleriekorps (1., 2. und 14. Kavalleriedivision). Jede türkische Infanteriedivision, die aus durchschnittlich 7500 Mann bestand, war in ein Angriffsbataillon und mehreren Regimentern und 12 Artilleriewaffen gegliedert.

### Taktik

#### Türkischer Plan

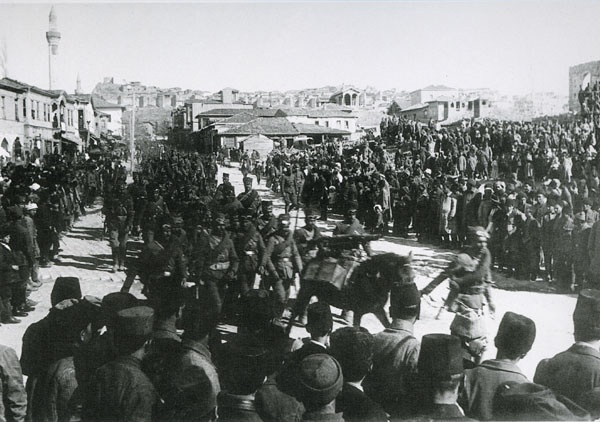
Türkische Truppen marschieren über den Ulusplatz (15. August 1922)

Der türkische Plan sah vor, die griechischen Truppen in Afyonkarahisar von ihrem Hauptquartier abzuschneiden und einzukesseln. Dazu sollte die 1. Armee die südwestlichen Positionen angreifen, während das V. Kavalleriekorps durch die schwach bewachte Kirkaschlucht hinter die griechische Linie gelangen sollte und die 2. Armee die Linien nördlich von Afyonkarahisar attackieren sollte. Des Weiteren sollten die Bahnverbindungen unterbrochen werden und in einer späteren Phase die beiden Armeen südlich von Kütahya sich vereinen und so einen Ring um die Griechen in Afyonkarahisar bilden.

#### Griechischer Plan
Die Griechen ahnten eine Großoffensive der Türken, wussten aber nicht, aus welcher Richtung diese kommen sollte. Sie erwarteten einen Angriff entlang der Bahnlinien Ankara–Eskişehir oder Konya–Afyonkarahisar. Doch die Schienenverbindung aus Ankara war im Sommer 1921 nach der Schlacht am Sakarya durch die Griechen zerstört worden und die Türken hatten sie noch nicht wieder instand gesetzt. Die griechische Armee wurde nach 1921 in zwei Gruppen aufgeteilt, die unabhängig voneinander jeden türkischen Angriff abwehren sollten. Doch mit dem neuen Kommandeur Georgios Hatzianestis wurde die alte Ordnung wiederhergestellt, so dass die gesamte Front von drei griechischen Korps (I., II. und III.) gehalten wurde. Korps I stand bei Afyonkarahisar, Korps II bei Eskişehir und Korps III diente als Reserve. Im Falle eines Angriffs sollte das Reservekorps II zu Hilfe eilen und die Türken in ihrer Flanke treffen. Entgegen gegenteiligen Meldungen dachte Hatzianestis, dass seine Armee stark genug sei, um die Türken abzuwehren. Die griechische Aufklärung meldete zwar türkische Aktivitäten, konnte aber nicht die korrekte Armeegröße und den Zeitpunkt des Angriffes in Erfahrung bringen.

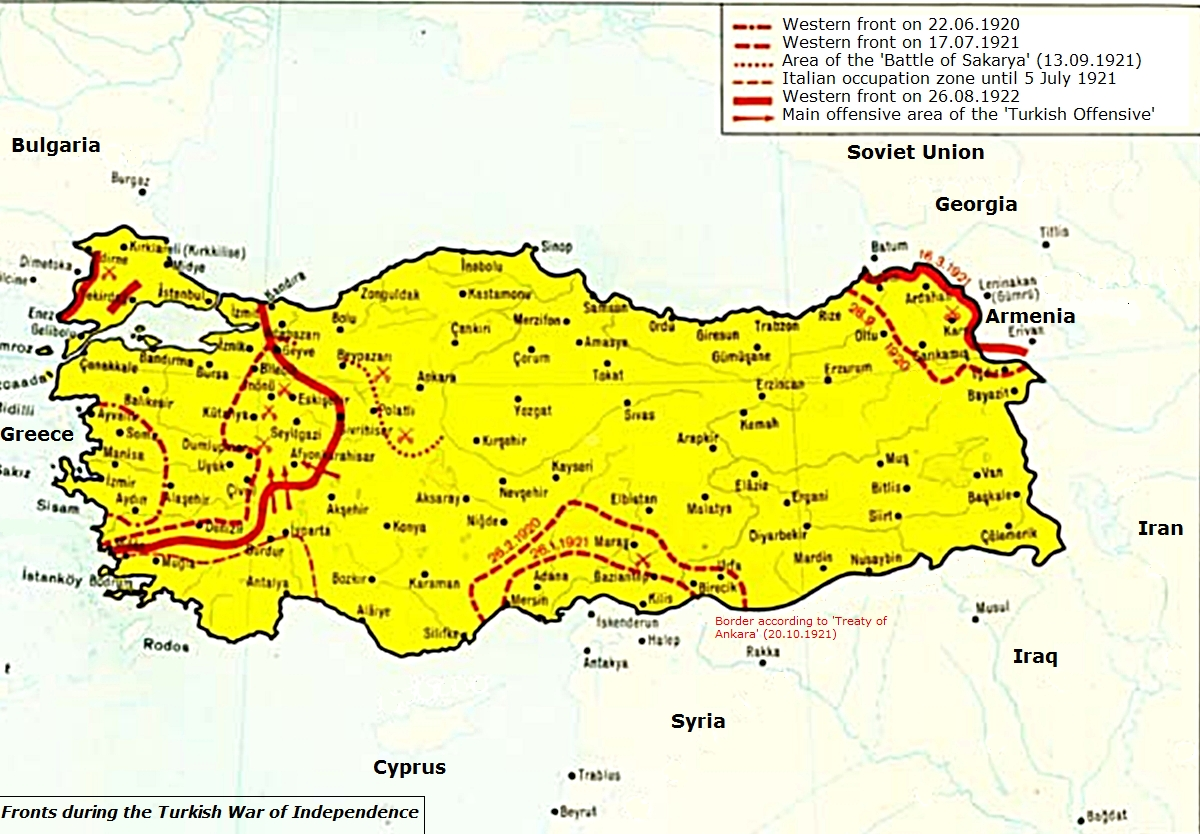
Der Frontverlauf kurz vor der türkischen Offensive

## Die Schlacht

### Türkischer Angriff und Durchbruch (26.–27. August 1922)
Der türkische Angriff begann in der Nacht vom 25. auf den 26. August, als das V. türkische Kavalleriekorps durch die Kirkaschlucht in die griechische Linie gelangte. Die Schlucht wurde zwar bewacht, doch die Wache wurde überrannt. Die türkische Kavallerie ging daran, die Telegrafenverbindungen zu kappen und die Eisenbahnlinie zu sabotieren, was die griechische Kommunikation mit Izmir sehr beeinträchtigte.
Am Morgen des 26. Augusts griffen die 1. und 2. türkische Armee gleichzeitig an. Die 2. Armee griff nach einem Bombardement die überraschten Griechen an und eroberte die Positionen der 5. griechischen Division. Doch die Griechen konnten ihre Position wieder zurückerobern. Die 2. Armee griff das III. Korps an und verhinderte so, dass es dem II. Korps zu Hilfe eilen konnte.
Die Angriffe der 1. Armee wurden von einem verheerenden Artilleriebeschuss begleitet. Die überlegene türkische schwere Artillerie konnte die griechischen Artilleriebatterien ausschalten und so einen großen Schaden unter den Infanteriebataillonen anrichten. Nach dem Beschuss griffen sieben Infanteriedivisionen an. Die Situation des griechischen I. Korps wurde schnell kritisch, als es der Übermacht gegenüberstand. Der türkische Angriff konzentrierte sich auf die Stellungen zwischen der 1. und 4. griechischen Division. Am Mittag hatte es das türkische 1. Korps geschafft, die Verteidigungsgräben der Griechen zu erreichen. Als nachmittags die griechische 7. Division zur Verstärkung eintraf, konnten die Griechen zum Gegenangriff übergehen, gewannen aber nur einen kleinen Teil zurück.
Das griechische Hauptquartier in Izmir hatte kein klares Bild der Lage. In einem Schreiben von 23:00 Uhr am 26. August an das I. und II. Korps sagte das Hauptquartier zum Beispiel, dass man immer noch nicht wisse, aus welcher Richtung die Türken angreifen würden. Die Griechen machten mit ihrem ursprünglichen Plan weiter und bereiteten für den 28. August einen Gegenangriff durch das II. Korps auf die türkische rechte Flanke vor, während das I. Korps seine Position beibehalten sollte. Doch diese Anordnung stand im direkten Widerspruch zum Befehl des I. Korps an das II. Korps. So sollte das II. Korps eher seine Truppen nach Süden schicken, um die 1. und 4. Division zu entlasten. Das Hauptquartier in Izmir erhielt keine Rückmeldung und nahm an, dass die Vorbereitungen für einen Gegenangriff im Gange waren.
Am 27. August um 2 Uhr nachts begann der türkische Artilleriebeschuss erneut und um 6 Uhr griff die Infanterie wieder zwischen der 1. und der 4. griechischen Division an. Stunden später (9:00 Uhr) konnte das IV. Korps unter Sami durchbrechen und die Anhöhe Erkmentepe einnehmen. Die Griechen gaben den Befehl zum Rückzug auf eine Linie 20 km in Norden und zur anschließenden Evakuierung Afyonkarahisars. Wegen der unterbrochenen Leitungen kam der Befehl nicht zur 1. Division durch, die ihre Stellung hielt. Um etwa 13:30 Uhr brach die Front zusammen und die Flanke der 4. Division war entblößt. Die 1. und 7. Division zogen sich dann doch um 17:00 Uhr auf die neue Position zurück.

### Griechischer Rückzug nach Dumlupınar und Alıören (27. – 29. August 1922)
Der Befehlshaber der 1. Division Generalmajor Frangou befahl seinen Truppen, bestehend aus der 1., der 7. Division und weiteren kleinen Einheiten, sich in der Nacht zum 28. August nach Dumlupınar zurückzuziehen. Er tat dies in dem Glauben, dass Generalmajor Trikoupis sich ebenfalls zurückziehen wolle. Tatsächlich aber blieb Trikoupis mit seinen Truppen, die aus dem größten Teil der I. und II. Korps bestanden, an Ort und Stelle und wollte erst tagsüber (28. August) mit dem Rückzug beginnen. Aus dieser Konfusion resultierte eine Lücke zwischen den beiden Gruppen.
Das Hauptquartier in Izmir verlor die Übersicht über die Situation: In einem Befehl um 17:30 sollte das I. Korps falls möglich in den Gegenangriff gehen und seine alte Position wiederherstellen oder aber sich kämpfend zurückziehen, während das II. Korps eine Attacke Richtung Çobanlar südlich von Afyonkarahisar führen sollte. Genauso war auch das erste Korps ahnungslos von Frangous Rückzug nach Westen und gab irreführende Befehle. Um 2 Uhr nachts am 28. August widerrief das Oberkommando seine Befehle und unterstellte das II. Korps und eine Division des III. Korps unter den Oberbefehl von Generalmajor Trikoupis.
Um 5 Uhr früh am 28. August begann die Trikoupisgruppe wie geplant ihren Rückzug. Ohne den Schutz durch Frangous Truppen wurden um 7 Uhr die Rückzugskolonnen der 4. Division für die Griechen überraschend angegriffen. Die 9. Division stieß auf ihrem Rückzug auf Teile des türkischen V. Korps, fügte diesen schwere Verluste zu und erbeutete Artillerie und Gefangene. Anschließend zogen sich die Türken zurück. Der Rest der Trikoupisgruppe (5., 12. und 13. Division) konnte sich ohne Probleme zurückziehen. Die Nacht auf den 29. August verbrachte Trikoupis bei Olucak.
Gleichzeitig war die Frangougruppe unter Druck durch das türkische IV. Korps. Frangous Truppen standen um den Ort Başkimse. Nachdem der Aufbau eines Kommunikationskanals mit dem I. Korps mehrmals fehlschlug, begann die Gruppe um 16 Uhr mit dem Rückzug nach Dumlupınar. Um 5 Uhr früh am 29. August erreichte Frangou Dumlupınar.

### Die Schlacht von Hamurköy-İlbulak Dağ (29. August 1922)
Während der Nacht vom 28. auf den 29. August rückte das türkische VI. Korps nach Westen vor und stand nördlich der Trikoupisgruppe. Das türkische V. Korps, Teil der ersten Armee (I., II. und IV. Korps), rückte auf die Frangou- und Trikoupisgruppen vor. Das I. Korps stieß auf Dumlupınar vor und traf auf die Frangougruppe, während das IV. und V. Korps einen Keil zwischen die griechischen Truppen trieben und so die Trikoupisgruppe einkreisten.
Die Trikoupisgruppe fing am 29. August mit dem Rückzug nach Westen an und traf auf Einheiten der türkischen IV. und V. Korps. General Trikoupis gab den Angriffsbefehl, um die türkischen Linien zu durchbrechen, doch seine 9. Division geriet bald in die Defensive. Die Türken griffen auch die östliche Flanke der Trikoupisgruppe an. Die Kämpfe zogen sich über den ganzen Tag hin und führten zu schweren Verlusten auf beiden Seiten. Trikoupis konnte nicht nach Dumlupınar durchbrechen oder Frangous Truppen erreichen, während die Türken trotz der Einkesselung die Trikoupisgruppe nicht aufreiben konnten.
In der Nacht entschieden die Griechen der Trikoupisgruppe, sich nicht nach Dumlupınar, sondern in Richtung des Dorfes Çalköy zurückzuziehen. Die Schlachtordnung der Griechen ging verloren, so dass die 5. Division den Anschluss an die Gruppe verlor. Währenddessen standen die Frangoutruppen vor Dumlupınar auf einer 20 km langen Front, deren rechte Flanke zusammengebrochen war. Frangou gab den Befehl, die linke Flanke unter allen Umständen zu halten, um so eventuell der Trikoupisgruppe eine Möglichkeit zu geben, doch noch Dumlupınar zu erreichen.

### Die Schlacht von Alıören (30. August 1922)
Am Morgen des 30. Augusts erreichte die Trikoupis-Gruppe Çalköy. Trikoupis beriet sich mit seinen Kommandeuren über das weitere Vorgehen. Diese schlugen ihm vor, nach Westen über Alıören nach Banaz zu gehen, doch Trikoupis ignorierte den Vorschlag und befahl seinen Truppen, nach Süden auf Dumlupınar zu marschieren. Um 11 Uhr erreichte Trikoupis ein Bericht über den Zustand seiner Armee. Er hatte nur noch etwa 7000 Infanteristen, 80 Kavalleristen und 116 Stück Artillerie. 10.000 bis 15.000 Mann seiner Armee hatten keine Waffen mehr und die Essensvorräte und Munition waren schon fast komplett verbraucht. Angesichts dieser Lage erkannte Trikoupis, dass er den Türken keinen Widerstand leisten konnte und befahl doch den Marsch auf Banaz. Der Weg nach Westen war frei, während die Türken die Gebiete nördlich und südlich von ihm kontrollierten.
Auf dem Weg nach Alıören entdeckten die Griechen um 13:30 eine türkische Blockade. Ein Durchbruch misslang und Trikoupis befahl seinen Truppen, sich auf einen größeren Kampf vorzubereiten. Um etwa 16 Uhr begann die türkische Artillerie mit ihrem Beschuss und richtete unter den Griechen großen Schaden an. Als das VI. türkische Korps großen Druck vom Osten und Süden ausübte und das VI. Korps vom Norden angriff, gerieten die Griechen in eine kritische Lage. Gegen Abend war die griechische Flanke durchbrochen und Trikoupis befahl die Flucht nach Westen. Alle schweren Wagen, Feldartillerie und Verwundete wurden zurückgelassen. Die Türken zählten über 2000 tote Griechen. Trikoupis’ Truppen waren versprengt und marschierten in drei Gruppen nach Westen. Zwei Gruppen mit etwa 7–8000 Mann – darunter auch Trikoupis – ergaben sich nacheinander am 1. und 2. September. Die dritte Gruppe mit 5000 konnte zwar entkommen, besaß aber keine militärische Schlagkraft mehr. Trikoupis und General Digenis wurden zu Mustafa Kemal gebracht. Dieser informierte Trikoupis, dass er Oberbefehlshaber der griechischen Armee in Anatolien sei. Doch Trikoupis wusste hiervon nichts. Diese Tatsache zeigte das Maß an Konfusion und Chaos im griechischen Kommando.
Frangous Truppen waren am 30. August ebenfalls attackiert worden, konnten aber eine Zeit lang Widerstand leisten. Doch gegen Mitternacht musste auch er den Rückzug antreten. Damit kam die Schlacht von Dumlupınar zu einem Ende.

## Folgen
Das Ende der Schlacht war das Ende der griechischen Präsenz in Anatolien. Trikoupis’ Armee aus etwa 34 Infanteriebataillonen und 130 Stück Artillerie war nach der Niederlage keine effektive Streitmacht mehr. Die übrig gebliebene Truppe von Frangou war zu schwach, um die Türken aufzuhalten. Die Verluste der Griechen waren groß: Bis zum 7. September hatten sie 35.000 Tote und 15.000 Gefangene zu beklagen. Auch die Verluste an Kriegsmaterialien waren hoch: Bis zum 4. September fielen 910 Kanonen, 1200 Lastwagen, 5000 Maschinengewehre, 11 Flugzeuge, 40.000 Gewehre und 400 Wagenladungen Munition an die Türken. Zum Vergleich hatten die Türken zwischen dem 26. August und 9. September 13.476 Verluste (2318 Tote, 9360 Verwundete, 1679 Vermisste und 101 Gefangene). In diesen zwei Wochen konnte die türkische Armee alle seit Mai 1919 besetzten Gebiete zurückerobern. Die Türken trieben die Griechen 250 Kilometer bis nach Izmir zurück, das von den Griechen geräumt wurde. Im gesamten Griechisch-Türkischen Krieg hatten die Griechen bei 200–250.000 Soldaten ungefähr 101.000 Verluste (24.240 Tote, 48.880 Verwundete, 18.095 Vermisste und 10.000 Gefangene). Der Krieg kostete Griechenland 100 Millionen US-Dollar. Die Türken hatten im gesamten Befreiungskrieg 13.000 Tote, 35.000 Verwundete und 24.000 Tote durch Krankheiten während und kurz nach dem Krieg zu beklagen. Die letzten griechischen Truppen verließen Anatolien am 18. September. Am 11. Oktober 1922 unterzeichneten die Türkei, Italien, Frankreich und Großbritannien den Waffenstillstand von Mudanya. Griechenland unterzeichnete drei Tage später am 14. Oktober.
Der 30. August gilt seitdem in der Türkei als Zafer Bayramı (Siegesbayram) als gesetzlicher Feiertag.

## Galerie

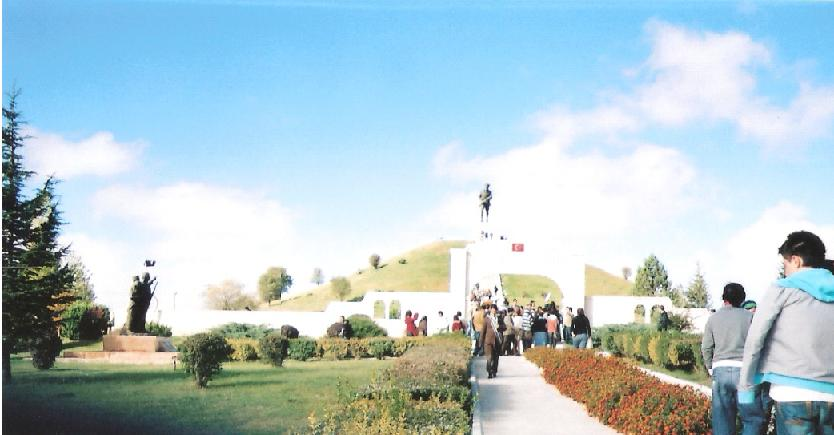
Kriegerdenkmal in Dumlupınar
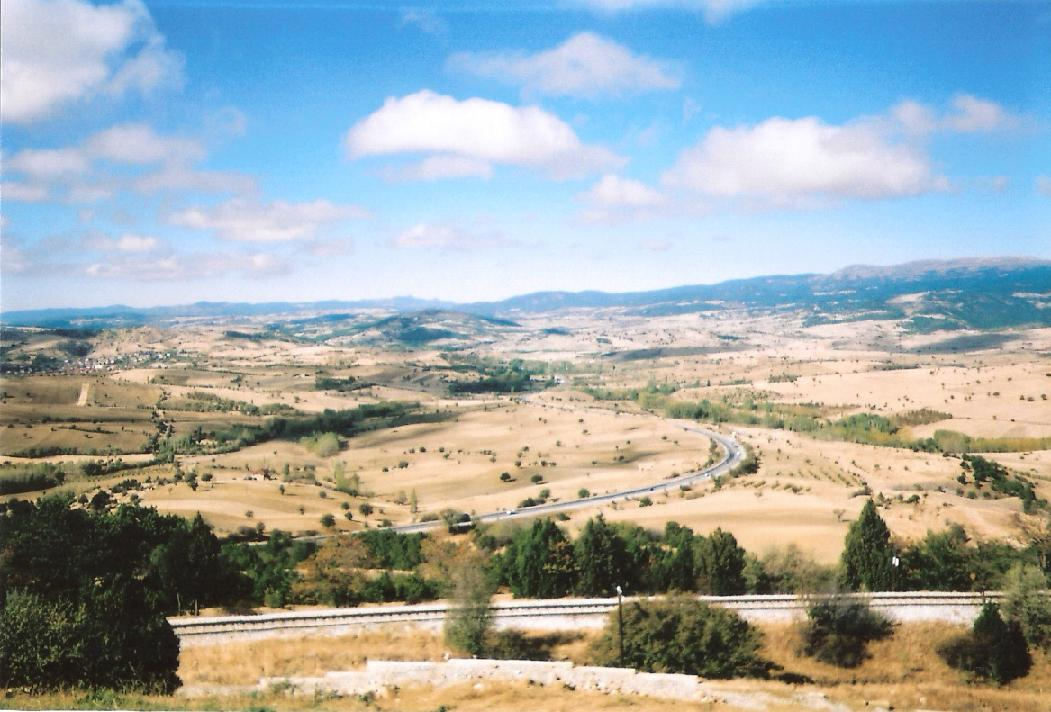
Das Schlachtfeld von Dumlupınar
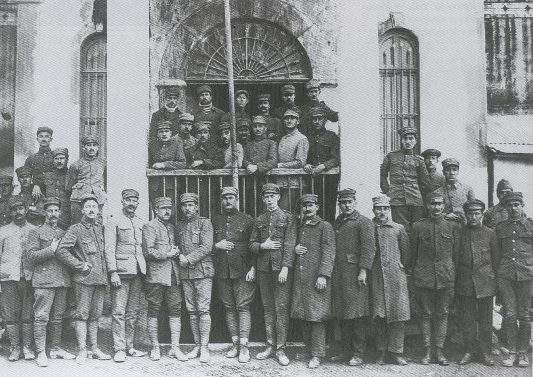
Gefangen genommene griechische Offiziere in Ankara (29. September 1922)
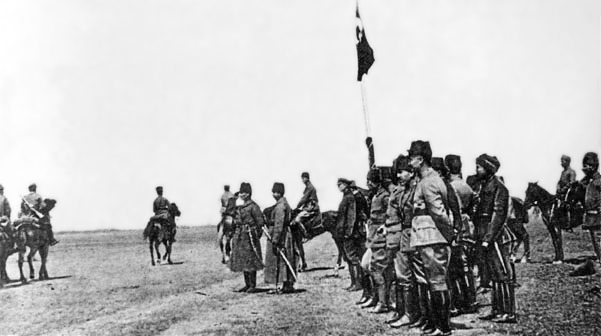
Mustafa Kemal und İsmet Pascha inspizieren eine militärische Übung der 1. Armee bei Ilgın am 1. April 1922
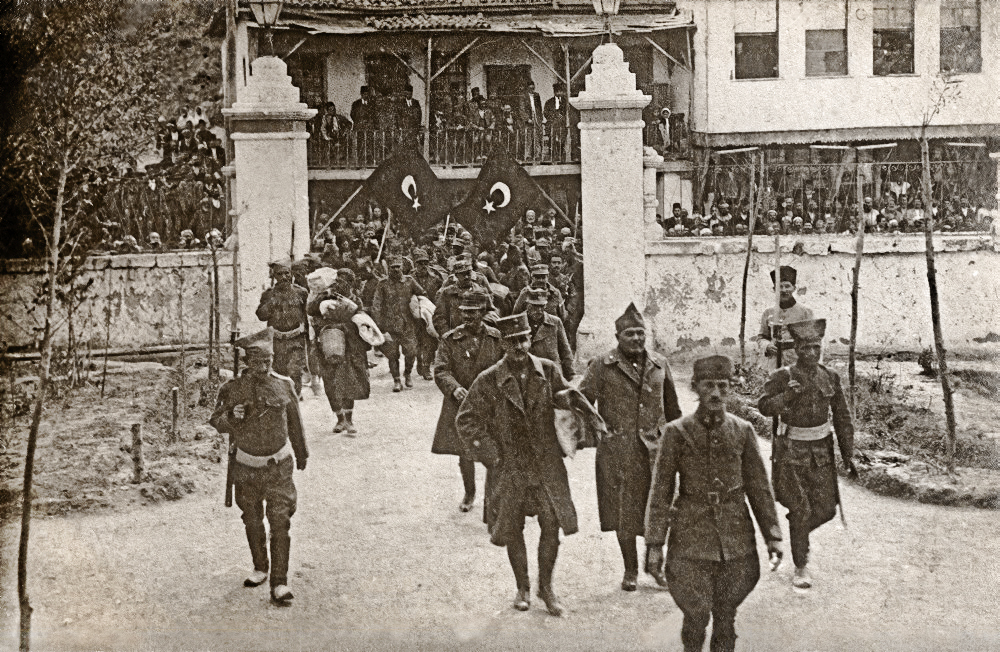
General Kimon Digenis und seine Soldaten werden in die Kriegsgefangenschaft abgeführt
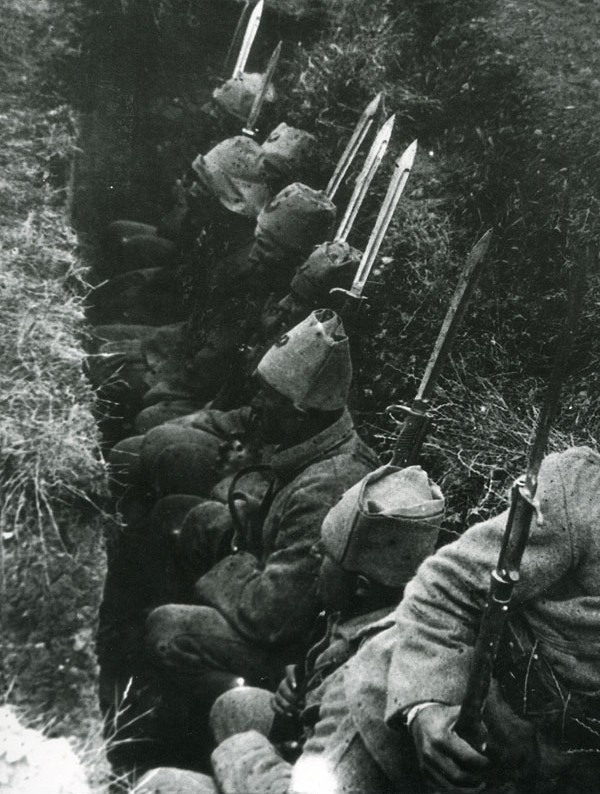
Türkische Soldaten warten in einem Graben auf den Angriffsbefehl
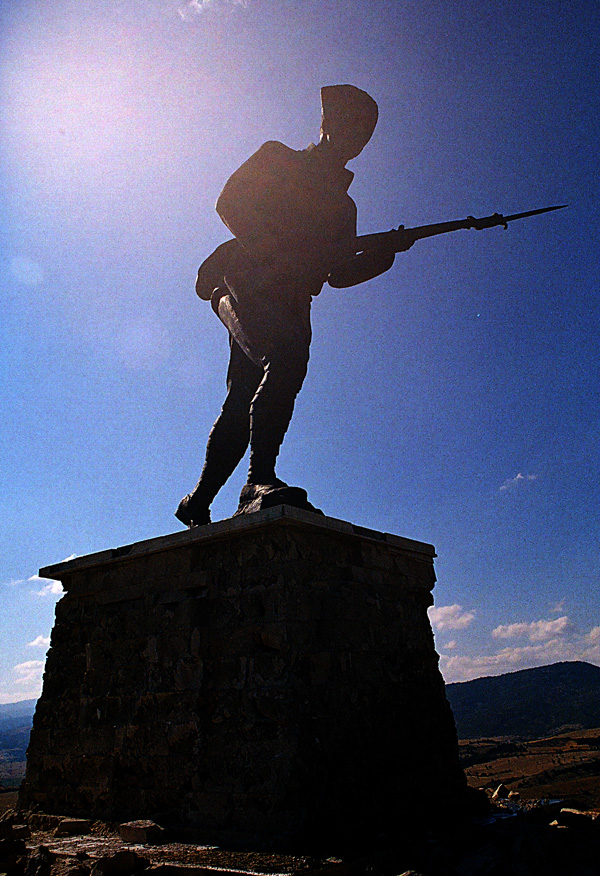
Kriegerdenkmal auf einem Hügel bei Dumlupınar